# Ropbachsee
Der Ropbachsee ist ein See des Welzheimer Waldes beim Weiler Breitenfürst der Stadt Welzheim  im baden-württembergischen Rems-Murr-Kreis und mitsamt seinen Uferbereichen ein Naturdenkmal.

## Lage
Der Ropbachsee liegt im Welzheim-Alfdorfer Platten genannten Teil des rechtsremsischen Teilraums Welzheimer Wald des Naturraums Schurwald und Welzheimer Wald etwa 0,7 km östlich der Ortsmitte von Breitenfürst auf etwa 478 m ü. NHN. Er wird von West nach Ost vom Mittellauf des Ropbachs durchflossen, einem nur etwa 11⁄3 km langen rechten Zufluss der Lein etwas unterhalb des Siedlungsgebietes der Stadt Welzheim. 

## Beschreibung
Der fischereilich genutzte See ist etwa 140 Meter lang und misst, dank einer schmalen südlichen Mündungsbucht eines nur sehr kurzen rechten Ropbach-Zulaufs, quert dazu maximal etwa 65 Meter Breite. Er bedeckt eine Fläche von etwa 54 Ar und hat ein etwa 0,9 km² großes Einzugsgebiet. Linksseits grenzt der Welzheimer Tannwald bis ans Ufer, rechtsseits im Südwesten der Golfplatz um den Welzheimer Weiler Birkachhof und im Südsüdosten ein aus diesem ausgespartes kleines Wäldchen in der und um die Talkerbe des genannten kleinen Zuflusses. 
Der See ist hinter einem Feldwegdamm angestaut, der Abfluss verlässt ihn durch einen betonierten Mönch. Die Seeufer sind überwiegend steil und auch an der Seite gegen das offene Golfplatzgelände hin mit einer Reihe von Bäumen gesäumt. See und Uferstreifen, insgesamt etwa 0,9 ha, stehen als Naturdenkmal unter Schutz.

## Geologie
Geologisch liegt der See im Mittelkeuper, genauer im Stubensandstein (Löwenstein-Formation), über dem am rechten Hang direkt und an linken etwas ferner die höchste Schicht Knollenmergel (Trossingen-Formation) des Mittelkeupers ausstreicht. In den Stubensandstein ist dort schmal holozänes Schwemmland eingelagert.

## Geschichte
Schon eine ältere topographische Karte aus der ersten Hälfte des 20. Jahrhunderts zeigt den See in etwa heutiger Lage und Ausdehnung.

### LUBW
Amtliche Online-Gewässerkarte mit passendem Ausschnitt und den hier benutzten Layern: Ropbachsee und Umgebung

Allgemeiner Einstieg ohne Voreinstellungen und Layer: Daten- und Kartendienst der Landesanstalt für Umwelt Baden-Württemberg (LUBW) (Hinweise)
1. ↑  Höhe nach dem Höhenlinienbild auf dem Hintergrundlayer Topographische Karte.
2. ↑  Seefläche nach dem Layer Stehende Gewässer.
3. 1 2  Dimensionen abgemessen auf dem Hintergrundlayer Topographische Karte.
4. ↑  Einzugsgebiet abgemessen auf dem Hintergrundlayer Topographische Karte.
5. ↑  Schutzgebiet nach den einschlägige Layer, Natur teilweise nach dem Layer Biotop.

### Andere Belege
1. ↑  Hansjörg Dongus: Geographische Landesaufnahme: Die naturräumlichen Einheiten auf Blatt 171 Göppingen. Bundesanstalt für Landeskunde, Bad Godesberg 1961. → Online-Karte (PDF; 4,3 MB)
2. ↑  Geologie nach den Layern zu Geologische Karte 1:50.000 auf: Mapserver des Landesamtes für Geologie, Rohstoffe und Bergbau (LGRB) (Hinweise)
3. ↑  Mindestalter nach:
  - Meßtischblatt 7123 Schorndorf von 1932 in der Deutschen Fotothek